# Lijst van personages uit Digimon Tamers
Dit is een lijst van personages uit de animeserie Digimon Tamers.
- De digimon staan genoemd bij de naam waaronder ze in de serie het meest te zien zijn. Eventuele andere vormen staan onder deze naam vermeld.

## Tamers

### Takato Matsuki
Takato Matsuki, Japanse naam Takato Matsuda (松田 啓人, Matsuda Takato), is een van de drie primaire tamers uit de serie. Hij is een vrolijke, opgewekte en avonturistische jongen die gek is op het digimonkaartspel. Hij draagt net als Tai en Davis in de vorige twee series een skibril.
Takato is een enig kind. Zijn ouders hebben een bakkerij. Hij maakt bij aanvang van de serie per ongeluk zijn eigen digimonpartner wanneer zijn D-Power een tekening van Guilmon inscant. Aanvankelijk heeft hij grote moeite om Guilmon goed te laten vechten, maar zijn vaardigheden nemen snel toe in de serie. Takato wordt vrij snel vrienden met Henry, en heeft een oogje op Jeri. Hij geeft sterk om digimon, ook die van andere tamers.
Takato heeft echter momenten dat hij niet meer logisch kan denken, zoals toen hij razend werd op Beezlemon toen die Leomon doodde. Dit leidde ertoe dat Guilmon digivolvde naar een slechte versie van zijn megavorm. Takato is de eerste die in de serie het principe van biomerging ontdekt.

### Henry Wong
Henry Wong, in Japan bekend als Li Jianliang / Rii Jenrya (李健良, Japans: Rii Jenrya, Chinees: Lǐ Jiànliáng), of Jian (ジェン Jen), is een van de drie primaire tamers uit de serie. Hij staat vooral bekend om zijn kalme, pacifistische gedrag.
Henry is het derde kind uit zijn familie. Hij heeft een jonger zusje genaamd Suzie, die later in de serie ook een Tamer wordt. Verder heeft hij een oudere broer en zus: Rinchei en Jaarin. Henry is half Chinees, half Japans. Zijn moeder is een Japanner maar zijn vader een Chinees. Henry kreeg zijn digimonpartner toen die uit een computerspel in zijn woonkamer belandde. Aanvankelijk wil Henry Terriermon niet laten vechten, maar hij beseft al snel dat hij geen keus heeft.
Henry is erg beschermed tegenover Suzie. Hij wordt al vrij snel in de serie goede vrienden met Takato.

### Rika Nonaka
Rika Nonaka, in Japan bekend als Ruki Makino (牧野 留姫, Makino Ruki), is de derde van de drie primaire Tamers in de serie.
Rika is een tomboy met een ietwat rebelse persoonlijkheid. Ze werkt het liefst alleen. Bij aanvang van de serie ziet ze digimon enkel als computerdata die bedoeld zijn om te vechten. Ze wil haar partner, Renamon, op elke mogelijke manier tot de sterkste digimon ooit maken. Ze heeft geen toekomstplannen en wil gewoon de rest van haar leven digimon blijven trainen.
Zelfs wanneer ze later in de serie Henry en Takato begint te accepteren, blijft ze koud en afstandelijk tegenover hen. Ze bespot hen vaak vanwege hun emotionele band met hun digimon. Pas later gaat ze inzien dat digimon ook als gezelschap kunnen dienen. Ze werpt zich op als mentor voor Jeri wanneer die een tamer wordt. Nadat blijkt dat haar grootmoeder op de hoogte is van het feit dat ze een tamer is en begrip hiervoor toont, leert Rika meer open te staan voor anderen.
Rika’s moeder is een beroemd model, en wil dan ook dat Rika meer om haar uiterlijk geeft.

### Jeri Katou
Geraldine "Jeri" Katou, known in Japan as Juri Katou (加藤 樹莉, Katō Juri) is een meisje dat pas later in de serie een tamer wordt. Ze is een opgewekt en open iemand die anderen altijd aanmoedigt. Haar familie drijft een kleine taverne. Jeri draagt vaak een sokpop bij zich.
Jeri is de eerste niet-tamer in de serie die vrienden wordt met een digimon. Ze speelt het digimon-kaartspel en heeft enkele zeer zeldzame kaarten in haar bezit. Vlak voordat de tamers naar de digi-world vertrekken om Calumon te helpen, wordt Jeri de tamer van Leomon.
In digi-world blijkt Jeri een vrij goede tamer te zijn. Haar periode als tamer komt echter abrupt tot een einde wanneer Leomon wordt gedood door Beelzemon. Hierna zinkt Jeri weg in een depressie en wordt ze gevangen door de D-reaper. Deze stuurt een kloon van haar naar de echte wereld om meer informatie te verzamelen over de tamers en houdt de echte Jeri gevangen om haar ellendige gevoel te gebruiken om zichzelf te versterken. In de climax van de serie bevrijdt Takato haar van de D-reaper.

### Ryo Akiyama
Ryo Akiyama (秋山 リョウ, Akiyama Ryō) is een 14-jarige jongen, die al voor aanvang van de serie een tamer werd. Hij versloeg twee jaar voor aanvang van de serie Rika in een gevecht, en is daarmee een van de weinigen die daar ooit in slaagde. Na deze wedstrijd verdween hij op mysterieuze wijze. In aflevering 28 van de serie wordt duidelijk waarom: hij is in digi-world gebleven om zijn partner, cyberdramon, te trainen. Hij helpt onder andere de Tamers in hun laatste gevecht met de D-Reaper.
Ryu is uniek in het opzicht dat hij een van de weinige digimonpersonages is die in meerder continuïteiten voorkomt. Een alternatieve versie van hem was even kort te zien in Digimon Adventure 02. Verder is hij de hoofdpersoon in meerdere digimon-videospellen, waarin wordt onthuld dat hij door een tijdreis kon voorkomen in zowel de adventure-continuïteit als de Tamers-continuïteit.

### Kazu Shioda
Kazu Shioda, Japanse naam Hirokazu Shiota (塩田 博和, Shiota Hirokazu), is een van de personages die pas later in de serie een tamer wordt.
Kazu is een van de beste vrienden van Takato, en net als hij een speler van het digimon-kaartspel. Hij ontdekt als een van de eersten Takato’s geheim dat hij een echte digimon heeft. Hierna wil hij zelf ook een tamer worden. Hij gaat daarom met Takato mee naar de Digi-World in de hoop een geschikte digimonpartner te vinden. Dat gebeurt wanneer hij een gewonde Guardromon aantreft, en als enige voor hem zorgt. In de rest van de serie is Guardromon Kazu’s partner.
Kazu is de vrolijke noot van de serie met zijn constante bijdehante opmerkingen en grappen.

### Kenta Kitagawa
Kenta Kitagawa (北川 健太, Kitagawa Kenta) is net als Kazu een goede vriend van Takato, en een speler van het digimon-kaartspel. Hij is een vast duo met Kazu, wiens grappen volgens hem allemaal van hem afkomstig zijn.
Net als Kazu ontdekt Kenta het geheim van Takato en wil vervolgens zelf een tamer worden. Hij reist onder andere met Takato mee naar Digi-World maar vindt hier geen geschikte digimonpartner. Bij zijn terugkeer naar de echte wereld valt opeens MarineAngemon uit de lucht. Eerst wil Kenta niks van hem weten, maar MarineAngemon lijkt erg aan Kenta gehecht te zijn. Wanneer Kenta MarineAngemon later weer aantreft samen met een Digivice, accepteert hij hem als zijn partner.

### Suzie Wong
Suzie Wong, Japanse naam Li Xiaochung / Rii Shiuchon (李 小春, Japanse: Rī Shiuchon, Chinees: Lǐ Xiǎochūn), is het jongere zusje van Henry. Net als hij is ze half-Chinees, half-Japans.
Suzie is de jongste van de vier kinderen uit haar gezin. Bij haar introductie in de serie heeft ze nog maar een bijrol. Ze speelt onder andere graag met Henry’s Terriermon. Ze volgt Henry later tegen zijn wil in naar de Digi-World, alwaar ze een eigen digimonpartner krijgt: Lopmon.
Suzie is onbezorgd en onschuldig. Pas nadat de D-Reaper zijn aanval start en Lopmon er bij haar op aandringt dat het ernst is, neemt ze haar taak als tamer serieus.

### Ai en Mako
Ai en Mako zijn twee jonge kinderen van een jaar of vijf, een broer en een zus. Ze zijn samen voorbestemd de tamers te zijn van de rebelse digimon Impmon. Ze hebben echter constant ruzie en zien hem vooral als object om over te vechten. Hun vele gekibbel maakt dat Impmon hen verlaat.
Pas tegen het einde van de serie leggen ze hun geschil bij en vragen Impmon om vergeving. Hierdoor kan hij de andere Tamers helpen in de strijd met de D-Reaper.

## Digimon van de Tamers

### Guilmon
Guilmon is de digimonpartner van Takato. Hij lijkt op een rood, reptielachtig wezen met een witte onderbuik. Als hij gaat staan is hij ongeveer zo groot als een volwassen mens.
Guilmon is officieel een virus-type digimon, maar gedraagt zich niet zo. Hij is door Takato zelf gemaakt uit een ingescande tekening. Hij heeft een zeer goed ontwikkelde reuk, en een soort zesde zintuig voor het detecteren van andere digimon. Hij is verder nieuwsgierig, speels en naïef; karaktertrekjes die hij ook behoudt in zijn andere gedaanten. Hij is echter ook slim. Zijn band met Takato is een van de sterkste tussen een Tamer en zijn digimon in de serie.
Guilmon is de rookievorm. Andere gedaanten van Guilmon zijn:
GigimonGuilmons in-training-vorm. In deze vorm lijkt hij op een klein knaagdier met oren in de vorm van vleermuisvleugels.
GrowlmonGuilmons championvorm. In deze gedaante lijkt hij op een grotere Guilmon met wit haar dat in een kam over zijn hoofd en nek loopt.
WarGrowlmonGuilmons ultimate vorm. In deze gedaante krijgt Growlmon een metalen pantser over zijn bovenlichaam , met twee handschoenen waaraan scherpe bijlen zijn bevestigd.
Megidramonde eerste mega-vorm van Guilmon, waar hij per ongeluk in veranderde door toedoen van Takato’s haat tegenover Beelzemon toen die Leomon doodde. Megidramon is een woest uitziende draakdigimon. Na zijn debuut is deze vorm niet meer gezien.
Gallantmonde goede mega-vorm van Guilmon, verkregen wanneer Guilmon fuseert met Takato. Galantmon is een humanoïde, ridderachtige digimon gekleed in een wit harnas en met een rode cape. Gallantmon kent ook een sterkere versie genaamd Crimson Mode. Hierin wordt zijn harnas donkerrood, en verliest hij zijn cape.

### Terriermon
Terriermon is de digimonpartner van Henry. Hij is een wit met groen wezen dat rechtop loopt, en zeer lange oren heeft. Hij lijkt het meest gemodelleerd te zijn naar een hond.
Terriermon komt in Henry's bezit via een computerspel. Aanvankelijk houdt Henri hem verborgen voor zijn familie door Terriermon zich voor te laten doen als een knuffeldier. Terriermon heeft een zeer relaxte persoonlijkheid.
Ander gedaanten van Terriermon zijn:
GummymonTerriermons in-training-vorm. In deze gedaante lijkt hij op een lichtgroen wezen zonder armen en benen, en met een punt op zijn hoofd.
GargomonTerriermons championvorm. Hij is een grotere versie van Terriermon, gekleed in een blauwe broek en met vuurwapens als handen.
RapidmonTerriermons ultimatevorm. Rapidmon is een groen/witte gepantserde digimon gewapend met raketten.
MegaGargomonTerriermons megavorm, verkregen via fusie met Henry. Hij lijkt sterk op een mecha. Hij is gewapend met meerdere vuurwapens.

### Renamon
Renamon is de digimonpartner van Rika. Ze lijkt op een antropomorfe gele vos. Ze is qua persoonlijkheid een stuk volwassener dan de meeste andere rookie-digimon, met name door haar ervaringen. Ze kan behoorlijk intimiderend overkomen.
Renamon is bij aanvang van de serie als Rika’s partner. Ze kwam bij Rika terecht na een digimon-kaartspel toernooi. Renamon is trouw aan Rika, ondanks het feit dat ze haar enkel ziet als iemand om te vechten. Renamon zelf ziet mensen aanvankelijk enkel als helpers voor Digimon in plaats van vrienden.
Renamons andere vormen zijn:
ViximonRenamons in-training-vorm. Viximon is een klein geel wezen met een vossenstaart.
RyubimonRenamons championvorm. Ryubimon is een meer beestachtige vos met negen staarten. Ze lijkt sterk gemodelleerd te zijn naar de legendarische kitsune.
TaomonRenamons ultimatevorm. Taomon is een meer humanoïde wezen gekleed in een paarse broek en wit bovenkleed, waarop het yin en yang-symbool staat. Ze heeft nog wel de staart van een vos.
SakuyamonRenamons megavorm, verkregen via een fusie met Rika. Sakuyamon is een gepantserde, humanoïde digimon met onder andere vleugels.

### Leomon
Leomon is een humanoïde leeuw, gewapend met een zwaard. Hij is de digimonpartner van Jeri. Hij wordt haar partner kort voor de Tamers naar digi-world vertrekken. Aanvankelijk is hij wat terughoudend tegenover haar, maar later gaat hij om haar geven.
Leomon wordt alleen gezien in zijn championvorm. Hij vecht met Jeri mee, tot hij wordt gedood door Beelzemon. Zijn dood doet Jeri in een diepe depressie belanden.

### Cyberdramon
Cyberdramon is de partner van Ryo. Hij is een duivels uitziende digimon met een wild karakter. Hij heeft onder andere vier rode vleugels. Cyberdramon is afkomstig uit een lange lijn van Dragon Man-digimon, en heeft tot taak virustype digimon op te sporen.
Cyberdramon kan fuseren met Ryo vanuit zijn ultimate-vorm, daar waar de meeste digimon dit vanuit hun rookievorm doen.
Andere vormen van Cyberdramon zijn:
HopmonCyberdramons in-training-vorm. Lijkt op een blauw/paars wezen met stekel op zijn rug en een hoorn, maar zonder armen of benen.
MonodramonCyberdramons rookievorm. Lijkt op een humanoïde reptiel of dinosaurus.
JustimonCyberdramons mega-vorm, verkregen via een fusie met Ryo. Justimon is een humanoïde, ridderachtige digimon gekleed in een wit-grijs harnas en een rode sjaal. Hij lijkt te zijn gebaseerd op enkele van de oudere Kamen Riders.

### Guardromon
Guardromon is de digimonpartner van Kazu. Hij is een grote mechanische digimon, die van nature een beschermer en mechanisch expert is. Zijn lichaam is gemaakt van solide ijzer.
Kazu kwam Guardromon tegen in zijn ultimate-vorm, Andromon. Hij was toen gewond. Kazu kon hem helpen, maar niet voorkomen dat hij terug veranderde naar zijn championvorm. Wel werd Guardromon nadien zijn partner. Hij hielp onder andere mee in de strijd met de D-Reaper.
Andere gedaanten van Guardromon zijn:
KapurimonGuardromons in-training-vorm. Lijkt op een bol wezentje met een lange staart en een metalen helm met horens.
Andromoneen androïde-digimon.

### MarineAngemon
MarineAngemon is de digimonpartner van Kenta. Hij is de enige digimonpartner van een Tamer die van nature al in zijn megavorm zit, en ook alleen in die vorm wordt gezien.
Ondanks dat hij een megadigimon is, is MarineAngemon klein van stuk. Hij is een wit/roze wezen met engelenvleugels en een soort vinnen als armen, maar geen benen. Hij was een van de megadigimon die door de Sovereigns waren opgetrommeld om de D-Reaper te bevechten. Hij kwam Kenta tegen toen die de Digi-World weer verliet, en werd toen zijn partner.

### Lopmon
Lopmon is de digimonpartner van Suzie. Hij lijkt qua uiterlijk sterk op Terriermon, maar dan bruin gekleurd. Hij is erg klein en beleefd.
Lopmon maakt zijn debuut in de serie in zijn ultimate-vorm, Antylamon. Hij is dan een van de 12 Deva’s die naar de aarde zijn gestuurd om Calumon op te halen. Hij ontmoet Suzie en ontwikkeld al snel gevoelens voor haar. Deze gaan zelfs zover dat hij haar beschermd tegen zijn mede-deva’s. Voor straf wordt hij terug veranderd in zijn rookievorm, Lopmon, waarna hij Suzies partner wordt.
Lopmon wordt naast zijn rookie- en ultimatevormen ook gezien in zijn in-training-vorm: Kokomon.

### Impmon
Impmon is een kleine, zwarte, impachtige digimon. Hij is officieel de partner van Ai en Mako, maar het grootste deel van de serie handelt hij alleen. Dit omdat Ai en Mako voortdurend ruzie om hem maakten. Hierdoor is hij ervan overtuigd geraakt dat Digimon geen mensen nodig hebben om sterker te worden.
Impmon heeft een hekel aan de Tamers en hun digimon, vooral omdat hun digimon sterker zijn en kunnen digivolven. Zijn drang om ook sterker te willen worden maakt hem een makkelijke prooi voor Chatsuramon. Deze biedt hem de kracht aan om in een keer door te digivolven naar zijn megavorm, maar in ruil daarvoor moet hij de Tamers vernietigen. In zijn megavorm doet hij tijdelijk dienst als huurling van de Digimon-Sovereign Zhuqiaomon. Hij dood onder andere Leomon. Hij wordt uiteindelijk verslagen door Galantmon en verandert weer terug in zijn rookievorm.
Nadat Rika en Renamon hem helpen terug te keren naar de aarde, besluit hij zich bij de tamers aan te sluiten. Hij maakt het goed met Ai en Mako, en vecht samen met hen tegen de D-Reaper.
Impmons andere gedaanten zijn:
YaamonImpmons in-training-vorm. Lijkt op een zwart/paarse bol met oren, ogen en een mond.
BeelzemonImpmons megavorm. Beelzemon is een humanoïde digimon gekleed in een grijs pantser en met zwarte vleugels. Hij kent ook een sterkere vorm genaamd Beelzemon Blast Mode, waarin hij een geweer als wapen krijgt.

## Calumon
Calumon is een rookielevel digimon, die in de serie alleen handelt. Hij is niet echte en vechter, en gedraagt zich zeer onvolwassen. Hij hoort bij de Tamers.
Calumon kan zelf niet digivolven, maar kan wel andere digimon helpen bij hun digivolving. Om deze reden is hij een geliefd doelwit van veel Digimon, waaronder de Deva’s. Calumon blijkt later in de serie te zijn gemaakt door de Digimon-Sovereigns om de kracht van het digivolven een vaste gedaante te geven. Dit in de hoop het zo te kunnen beheersen en te voorkomen dat er te veel digimon zouden komen, omdat dit de D-Reaper zou heractiveren.

## Hypnos
Hypnos is een organisatie die oorspronkelijk tot doel had elektronische communicatie in de gaten te houden voor de Japanse overheid. Het bestaan van de organisatie werd streng geheimgehouden. Hypnos ontdekt het bestaan van de digimon, en maakt het haar taak hun activiteiten op aarde in de gaten te houden. Zo proberen ze onder andere te voorkomen dat digimon binnendringen in de echte wereld.
Hypnos ontwikkeld in de serie verschillende strategieën om de digmon te bevechten, maar deze zijn maar zelden effectief. Een van deze wapens is de Juggernaut; een vortex die alle data in zijn nabijheid absorbeert. Nadat de Tamers naar de Digi-World afreizen, maakt Hypnos het tot haar taak om ze terug te halen. Hierdoor gaat Hypnos inzien dat niet alle Digimon slecht zijn. Hypnos helpt de Tamers uiteindelijk met de strijd tegen de D-Reaper.
Leden van Hypnos zijn:
- Mitsuo Yamaki (山木 満雄): de leider van Hypnos. Hij is een man van middelbare leeftijd, gekleed in een zwart pak. Hij is een computerexpert. Hij ziet digimon aanvankelijk als een bedreiging, en probeert hen op elke mogelijke manier tegen te houden. Hij laat zijn organisatie ook dekmantels verzinnen om digimonactiviteit in de echte wereld te verhullen.
- Reika Otori (鳳 麗花 Ōtori Reika) / Riley: Hypnos hoofd van operaties.
- Man in Black: naamloze agenten van Hypnos.

## Monster Makers
De Monster Makers (Wild Bunch) zijn een groep computerprogrammeurs, die in de jaren 80 verantwoordelijk waren voor de creatie van de eerste digimon. Ze worden in de serie gerekruteerd door Hypnos om hen te helpen de digimon te verslaan, en de ark te bouwen waarmee hypnos de Tamers terughaalt uit de Digi-World. Enkele van hun leden zijn:
- Gorou "Shibumi" Mizuno (水野 悟郎 Mizuno Gorō): de leider van de groep, die tot 1986 doorging met het digimonproject totdat dit werd stopgezet.
- Janyu "Tao" Wong (李 鎮宇 Rī Janyū): de vader van Henry en Suzie.
- Rob "Dolphin" McCoy: Alice' grootvader, professor aan de Palo Alto Universiteit.
- Rai "Curly" Aishuwarya: professor aan de Miscatonic-universiteit.

## Devas
De Devas zijn 12 ultimate-level digimon, gebaseerd op de dieren van de Chinese dierenriem. Ze dienen als soldaten van de Digimon Sovereigns, die hen gemaakt hebben om de echte wereld te veroveren en Calumon voor hen te vinden.
Mihiramoneen digmon die lijkt op een gevleugeld tijger. Wordt vernietig door WarGrowlmon
Sandiramoneen digimon in de vorm van een witte slang, gewapend met een staf. Wordt vernietigd door Growlmon
Sinduramoneen digimon die lijkt op een goudkleurige, mechanische haan. Hij kan onder andere elektriciteit absorberen. Dit wordt hem fataal wanneer Growlmon hem in het water gooit, zodat hij kortsluiting maakt.
Pajiramoneen digimon die lijkt op een ram. Wordt vernietigd door Rapidmon.
Vajramoneen digimon in de vorm van een humanoïde os, gewapend met twee zwaarden. Wordt vernietigd door Taomon.
Indramoneen digimon die lijkt op een humanoïde paard. Wordt vernietigd door WarGrowlmon.
Kumbhiramoneen mechanische muis, een van de zwakste Deva. Wordt vernietigd door Leomon en gargomon.
Vikaralamoneen varkendigimon, en een van de sterkste deva. Wordt vernietigd door WarGrowlmon.
Makuramoneen aap-digimon. Hij komt eerst naar de aarde in menselijke vermomming om de Tamers te bespioneren. Wordt vernietigd door Beelzemon.
Majiramoneen draakdigimon. Wordt vernietigd door Cyberdramon, met de kracht van een goliathkaart.
Caturamoneen honddigimon, gemodelleerd naar een pitbull. Wordt vernietigd door Gallantmon.
Antylamonzie lopmon.

## Digimon Sovereigns
De Digimon Sovereigns zijn vier mega-digimon. Zij waren vier van de eerste digimon gemaakt door de Monster Makers, en de eersten die hun hoogste vorm bereikten. Ze riepen zichzelf daarna uit tot goden. Ze wonen op het zesde niveau van de digi-world. Aanvankelijk staan ze op slechte voet met de Tamers omdat ze niet geloven dat dat mensen en digimon zouden moeten samenwerken, maar nadat de tamers de 12 deva’s hebben verslagen en de D-Reaper zijn intrede doet komen ze tot inkeer.
Zhuqiaomonde Sovereign die de grootste rol speelt in de serie. Hij is een fenixachtige digimon en de god van het vuur.
Azulongmoneen draakdigimon, de god van donder.
Ebonwumonde oudste van de Sovereigns. Hij is een reptielachtig wezen met een boom op zijn rug. Hij is de god van de natuur.
Baihumonde jongste en sterkste van de Sovereigns. Hij lijkt het meest op een grote, witte leeuw. Hij is de god van staal.

## D-Reaper
De D-Reaper is de primaire antagonist van de serie. Het is een digitale levensvorm, maar geen digimon. De D-Reaper is een computerprogramma, ontwikkeld in de late jaren 70 door de United States Department of Defense ter bescherming van het ECHELON-project. De D-Reaper werd ook gebruikt om de digi-world onder controle te houden, door digimon uit te roeien als hun aantal te hoog werd. Vooral in de begindagen van de digi-world was de D-Reaper een serieus probleem, daar hij de creaties van de Monser Makers bleef vernietigen.
Het programma is inactief aan het begin van de serie, maar wordt tegen het einde weer geactiveerd en draait door. Het valt zowel de digi-world als echte wereld aan. In de echte wereld manifesteert de D-Reaper zich als een roze, blubberachtige massa die alles wat van data is gemaakt op zijn pad verteert. De D-Reaper ontvoerd onder andere Jeri om meer over mensen te leren. Tevens gebruikt de D-Reaper haar ellendige gevoelens als energiebron. De D-Reaper volgt de tamers naar de echte wereld via het hypnossysteem.
De D-Reaper neemt voor zijn gevecht met de tamers de gedaante aan van meerdere, digimonachtige wezens genaamd ADR’s of agenten, welke alleen door mega-level digimon kunnen worden bevochten Om de D-Reaper te verslaan moeten al deze manifestaties worden vernietigd. Deze agenten zijn:
- ADR-01: Jeri Type: een spionageagent gemodelleerd naar Jeri.
- ADR-02: Searcher
- ADR-03: Pendulum Feet
- ADR-04: Bubbles
- ADR-05: Creep Hands
- ADR-06: Horn Striker
- ADR-07: Paratice Head
- ADR-08: Optimizer
- ADR-09: Gatekeeper,
- Reaper: een van de ware gedaanten van de D-Reaper zelf.
- Mother D-Reaper: de sterkste gedaante van de D-Reaper. Wordt uiteindelijk verslagen met de juggernaut van Hypnos.

## Digignomes
Digignomes zijn wezens afkomstig uit hetzelfde computerprogramma als digimon. Ze werden gemaakt in 1980 en hebben de gave om wensen te vervullen. Ze helpen van achter de schermen de Tamers een paar keer.